# Якоби, Павел Иванович
Павел Иванович Якоби (Якобий; 3 [15] июля 1841, Казань — 11 [24] февраля 1913, Санкт-Петербург) — русский революционер-шестидесятник, входил в революционную организацию «Земля и воля», позднее врач-психиатр и этнограф. Правнук Ивана Варфоломеевича Якоби, младший брат живописца Валерия Якоби.

## Биография

### Молодость
Родился 3 [15] июля 1841 года в Казани. Окончив в 1860 году Михайловское артиллерийское училище был оставлен для учёбы в Артиллерийской академии. Там стал членом «Кружка артиллеристов-чернышевцев», в который входило 36 курсантов, в том числе Пётр Кропоткин и Пётр Лавров. Поскольку, ни юнкера, ни офицеры не имели права вступать в какие-либо политические организации Павел Якоби вскоре вышел в отставку.

### За границей
Учился на естественном факультете Гейдельбергского университета, где обратил на себя внимание Николая Пирогова, который обратился к министру народного просвещения, рекомендуя Якоби как кандидатуру для преподавания в университете.
Участвовал в Польском восстании 1863—1864 годов, где выступал за организацию русского Республиканского легиона, который должен бороться за независимость Польши от Российской империи. Сражался в отряде бригадного генерала Эдмунда Тачановского был тяжело ранен в сражении под Крушиной. После выздоровления стал начальником штаба формирования повстанческих отрядов в Галиции.
19 октября 1864 года после подавления восстания, Якоби поступил на медицинский факультет Цюрихского университета, который окончил в 1867 году. В 1868 году получил степень доктора медицины в Берне. В 1887 году такую же степень ему присудил Парижский университет.
В период учёбы стал одним из лидеров «Молодой швейцарской эмиграции» общества «Земля и воля». Тогда же в Швейцарии Павел Якоби женился на Варваре Александровне Зайцевой. Вместе с Александром Серно-Соловьевичем выступал против либеральных идей Александра Герцена. Совместно со своим шурином Варфоломеем Зайцевым опубликовал в журнале «Архив судебной медицины и общественной гигиены» (1870, № 3) статью «О положении рабочих в Западной Европе с общественно-гигиенической точки зрения», в написании которой использовал марксистскую риторику.
Во время Франко-прусской войны 1870—1871 годов вступил врачом-добровольцем в Вогезскую армию Гарибальди.

### Деятельность в России
В 1889 году Павел Якоби вернулся в Россию и как участник Польского восстания был отправлен в ссылку — в село Таложня Тверской губернии. Через год ему была разрешена медицинская практика, а ещё через год им была открыта Московская губернская психиатрическая больница в усадьбе Мещерское (ныне Московская областная психиатрическая больница № 2 им. В. И. Яковенко) близ станции Столбовая. Якоби так же способствовал открытию больниц в Курске, Могилеве, Харькове. Работал врачом в Москве. В 1893 году возглавил психиатрическое отделение орловской больницы. Вскоре Павел Якоби добился от Орловской губернской земской управы покупки имения коллежского секретаря А. В. Зобнинского, находившегося недалеко от села Кишкинка, для создания психиатрической больницы. В 1894 году больница была открыта и получила название «Орловской земской психиатрической больницей Святого Духа» (ныне Орловская областная психиатрическая больница).
Павел Якоби увлекался историей Орловской губернии, изучал этнографию и публиковал свои работы в издании «Записки Императорского географического общества». В 1907 году опубликовал исследование «Вятичи Орловской губернии», в которой выдвинул гипотезу о принадлежности вятичей к финно-угорским племенам, а также создал словарь топонимов Орловской губернии.
Умер в Санкт-Петербурге 11 [24] февраля 1913 года. Похоронен в Курске.

## Звания
- Доктор медицины Бернского университета.
- Доктор медицины Парижского университета.
- Член-корреспондент Мадридской академии.
- Член-корреспондент Шведской Королевских академий.
- Членом Психиатрических и Антропологических обществ ряда государств.
- Член Русского Императорского географического общества.

## Работы
- Нравственность в психиатрической статистике 1881.
- «Проект организации земского попечения о душевнобольных Московской губернии» в 2 частях, Москва, 1891 — 92.
- Основы административной психиатрии, Орёл, 1900.
- Глухонемые, Санкт-Петербург, 1907.
- Вятичи Орловской губернии. — СПб., 1907—196 с.